# Kärnås sumpskog

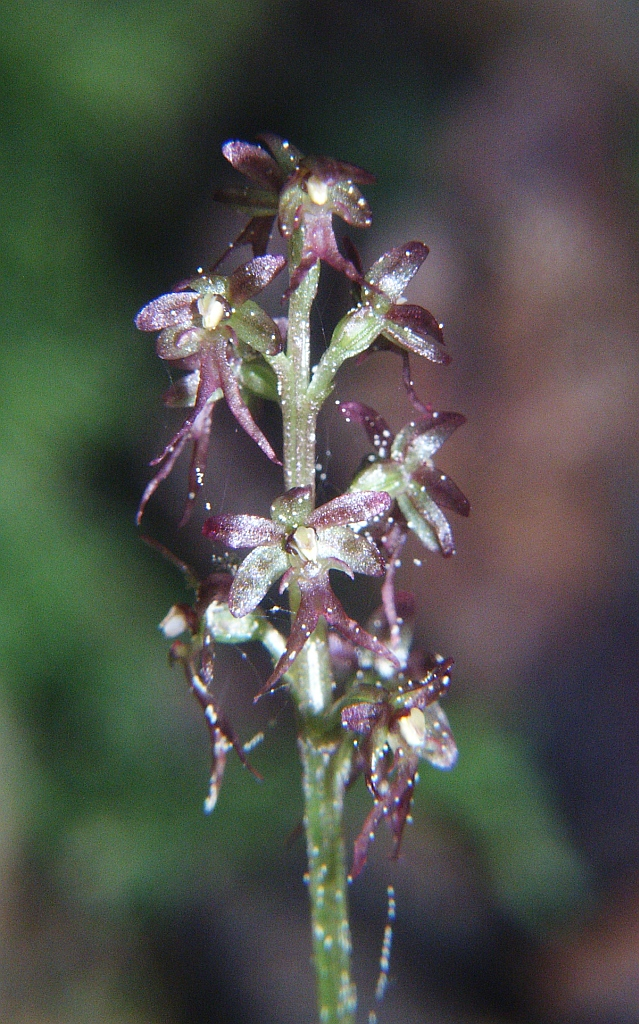
Spindelblomster

Kärnås sumpskog är ett naturreservat i Ulricehamns kommun i Västra Götalands län.
Reservatet ligger nordöst om Ulricehamns tätort, väster om sjön Jogen, cirka 3 km nordost om Knätte kyrka. Det är skyddat sedan 2004 och omfattar 17 hektar.
Skogen består mest av gran, en del mycket gamla träd. Det finns gott om gammal ved i form av torrakor och lågor. Längs ett bäckdrag finns inslag av al och björk. 
Floran i sumpskogen utgörs till viss del av blåsippa, dvärghäxört, skärmstarr, korallrot, spindelblomster, ögonpyrola och repestarr. De två senare är ovanliga. Nära bäcken förekommer kalkkammossa och guldspärrmossa. Bland förekommande fåglar kan spillkråka, stjärtmes och järpe nämnas.
Området förvaltas av Västkuststiftelsen.